# Alexei Weniaminowitsch Kostygow
Alexei Weniaminowitsch Kostygow (russisch Алексей Вениаминович Костыгов; * 5. Juli 1973 in Jaroslawl, Sowjetunion) ist ein ehemaliger russischer Handballtorwart.
Alexei Kostygow begann in seiner Heimatstadt in der örtlichen Sportschule mit dem Handball. Nach seinem Abschluss kam er 1990 zum Erstligisten GK Kaustik Wolgograd. Dort wurde er 1996, 1997, 1998 und 1999 russischer Meister. 2004 wechselte er zum Serienmeister Medwedi Tschechow, wo er fünfmal in Folge russischer Meister sowie 2009 Pokalsieger wurde. Größter Erfolg war 2006 der Gewinn des Europapokals der Pokalsieger. Der 1,90 m große Torhüter spielte weitere drei Jahre bei GK Newa St. Petersburg, mit dem er zweimal an der Gruppenphase der EHF Champions League teilnahm. 2012 kehrte er nach Wolgograd zurück. 2015 gab er ein kurzes Comeback bei SGAU-Saratov.
Alexei Kostygow hat 139 Länderspiele für die russische Männer-Handballnationalmannschaft bestritten. Lange Zeit stand er im Schatten von anderen russischen Torhütern wie Andrei Lawrow; ab 2004 war er Stammspieler seines Landes. Die Bronzemedaille bei den Olympischen Spielen 2004 ist sein einziger internationaler Erfolg. Mit Russland nahm er auch an der Weltmeisterschaft 2007 in Deutschland teil und wurde Sechster. Nach der Europameisterschaft 2010 trat er aus der Nationalmannschaft zurück.
Kostygow wurde nach seinem Karriereende Torwarttrainer beim russischen Verein GK Kaustik Wolgograd sowie der russischen Nationalmannschaft.